# Шебеле
Шебеле е река в Африка. Извира от Етиопия, продължава да тече през нея, след това през териториите на Сомалия и Могадишу. Влива се в Индийския океан.
Според местният диалект (сомалийски), името на реката означава „тигрова река“. Шебеле е дълга 1130 km, като 1000 от тях заемат територията на Етиопия. Реката има няколко притока.